# Pedrosillo de Alba (kommunhuvudort)
Pedrosillo de Alba är en kommunhuvudort i Spanien.   Den ligger i provinsen Provincia de Salamanca och regionen Kastilien och Leon, i den centrala delen av landet, 150 km väster om huvudstaden Madrid. Pedrosillo de Alba ligger 837 meter över havet och antalet invånare är 216.
Terrängen runt Pedrosillo de Alba är huvudsakligen platt. Pedrosillo de Alba ligger nere i en dal. Runt Pedrosillo de Alba är det glesbefolkat, med 12 invånare per kvadratkilometer. Närmaste större samhälle är Peñaranda de Bracamonte, 18,5 km nordost om Pedrosillo de Alba. Trakten runt Pedrosillo de Alba består till största delen av jordbruksmark.